# Comuna Prostore, Cernihivka
Prostore (în ucraineană Просторе) este o comună în raionul Cernihivka, regiunea Zaporijjea, Ucraina, formată din satele Dovhe, Kvitkove, Prostore (reședința) și Rozivka.

## Demografie
Componența lingvistică a comunei Prostore
     Ucraineană (94,71%)
     Rusă (5,09%)
     Alte limbi (0,12%)
Conform recensământului din 2001, majoritatea populației comunei Prostore era vorbitoare de ucraineană (94,71%), existând în minoritate și vorbitori de rusă (5,09%).